# Calheta (freguesia de Madeira)
Calheta es una freguesia portuguesa del concelho de Calheta (Madeira), con 23,47 km² de superficie y 3.105 habitantes (2001). Su densidad de población es de 132.3 hab/km².